# Xanthyris supergressa
Xanthyris supergressa là một loài bướm đêm trong họ Geometridae.